# Yală

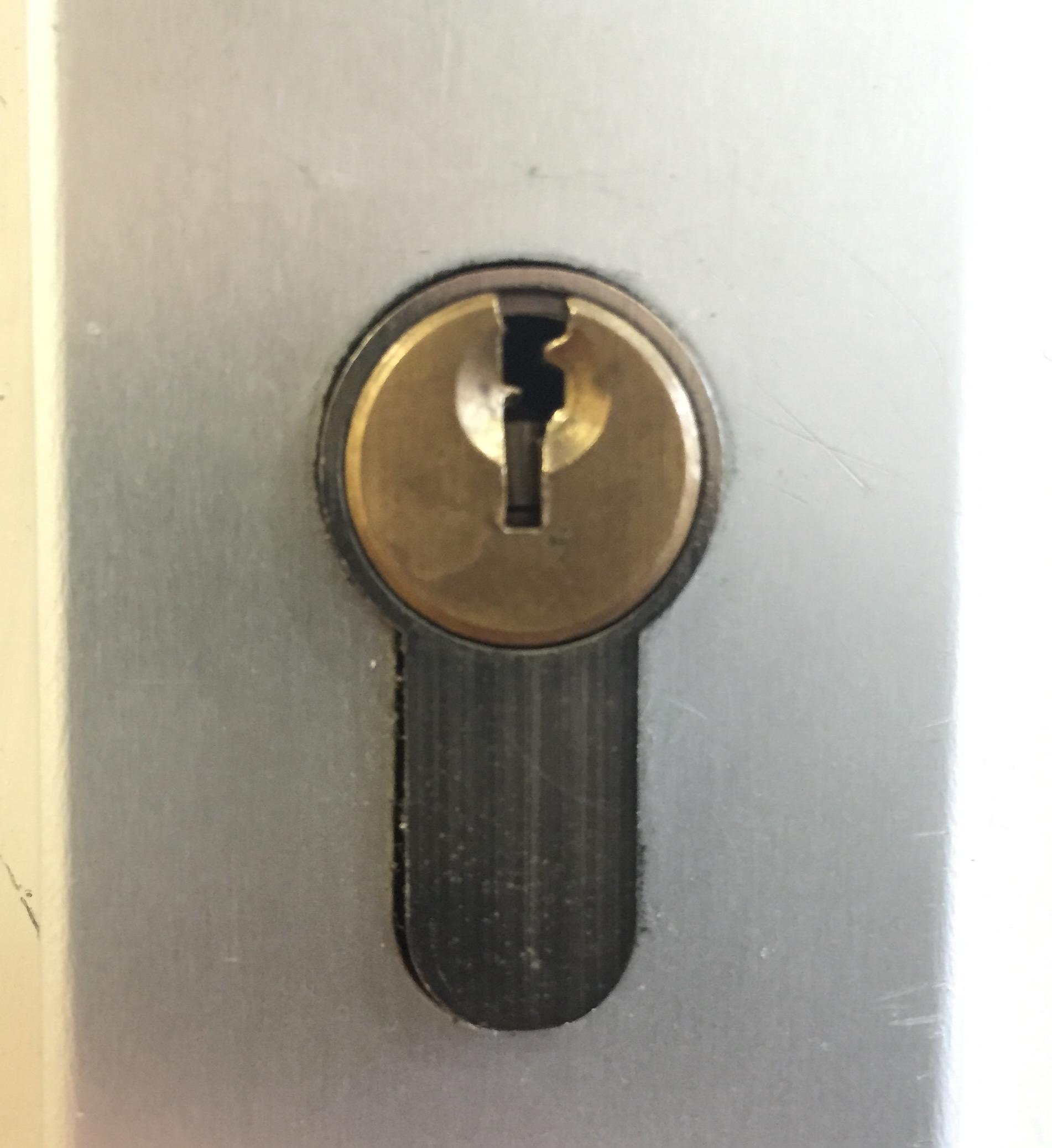
Yală

Yala este un mecanism cu sistem cilindric, folosit pentru încuierea ușilor. 

## Legături externe
- „yală” la DEX online